# European Women's Lobby
European Woman’s Lobby- EWL (Lobbyul European al femeilor/ LEF - Lobby Europeen des Femmes) este o organizație internațională puternic reprezentată pe plan European. Scopul asociației este de a promova integrarea egalității de sexe în toate politicile Uniunii Europene. Astfel, EWL susține promovarea unei viziuni holiste, a unei societăți bazată pe bunăstare, egalitate, justiție socială, dar și prevenirea sărăciei femeilor, libertatea de alegere a femeilor, recunoașterea contribuției femeilor în toate aspectele vieții. Conform ideilor acestora femeile trebuie să beneficieze de drepturi egale și de participare la luarea deciziilor, de eliminare a tuturor formelor de violență împotriva femeilor. Astfel, EWL este un important actor care inițiază politici în domeniul vioneței domestice, a reconcilierii, dar și în ceea ce privește egalitatea de gen în politică. EWL este constituit pentru o durată de timp nelimitată. Sediul asociației este în Belgia, la Bruxelles. Cadrul normativ al Organizației este reglementat conform legilor beligene- legea din 27 iunie 1921, modificată prin legea din 2 mai 2002- privitoare la Asociațiile non-profit, Asociații internaționale non-profit și fundații și prin legile din 16 ianuarie și 22 decembrie 2003- referitoare la statutul EWL- și prin regulamentul său interior. Deviza EWL este aceea: „Împreună pentru o Europă feministă." „În 1997, Centrul de acțiune pentru violența împotriva femeilor din cadrul Centrului de acțiune al EWL a înființat un Observator pe tema violenței în familie.”

### ISTORIC
Dezvoltarea economică, socială, industrială, culturală care a avut un impact direct asupra vieții femeilor, a determinat creșterea necesității apărării intereselor acestora pe plan european. Aceste întâmplări la rândul lor au provocat diverse reacții, printre care și fondarea EWL. EWL a fost creat pentru a reprezenta o serie de grupuri și categorii de femei în cadrul societății civile.

EWL a fost creat în urma unei conferințe care a avut loc în Londra, în noiembrie 1987, unde s au întrunit 120 de femei, membri ai 85 de organizații. La această conferință au fost adoptate două rezoluții. Prima prevedea cererea creării unei structuri interesate de a exercita presiuni aspura instituțiilor naționale și europene referitoare la interesele femeilor și deschisă tuturor organizațiilor de femei interesate, iar cea de a doua a reprezentat solicitarea sprijinirii unei astfel de structuri adresată Comisiei Europene.
 EWL beneficiază de sprijinul Comisiei Europene încă din 1990. Membrii fondatori ai EWL sunt organizațiile naționale de coordonare ale Belgiei, Danemarcei, Franței, Germaniei, Greciei, Irlandei, Italiei, Luxemburgului, Portugaliei, Spaniei, Olandei, Marii Britanii, precum și 17 organizații europene de femei. 
EWL a încercat crearea unei noi forme de interacțiune între responsabilii politici europeni și cetățeni. În funcție de aceste detalii, activitățile organizației răspund la două nevoi: cea de a face lobby la nivel european, prin furnizarea de informații responsabililor politici și integrarea principiului egalității în politicile UE, dar și promovarea participării organizațiilor feminine la nivelul Uniunii Europene. Un alt rol este cel strategic, la nivel internațional, mulțumită statutului consultativ pe care îl are în cadrul Consiliului Economic și Social al Organizației Națiunilor Unite și al Consiliului Europei.

### MEMBRII
Asociația este compusă din organizații de femei, secția feminină a organizațiilor mixte și organizații simpatizante, care pot fi fundații, organizații sau întreprinderi angajate să susțină scopul și obiectivele Asociației. Membrii trebuie:
- Să aibă statutul de organizație neguvernamentală (de femei) la nivel național cu personalitate juridică;
- Să demonstreze angajament în favoare egalității dintre femei și bărbați- prin activițăți, proiecte, implicare la nivel național alături de alte organizații feministe;
- Să demonstreze sprijinul Convenției pentru eliminarea tuturor formelor de discriminare asupra femeilor, a Protocolului Opțional și  a Platformei de Acțiune de la Pekin;
- Să achite cotizația anuală;
- Să acționeze independent: fără implicare politică, religioasă, guvernamentală;
- Să accepte regulamentul interior și statutul EWL;[12]

Suma cotizație anuale este fixată de Adunarea Generală, fără să depășească suma de 5000 euro.

#### PROCEDURI DE ADERARE
Pentru a adera în EWL, interesații depun cereri de aderare adresate Comitetului Executiv. Calitatea de membru cu drepturi depline este dobândită în urma votului pozitiv a Consiliului de Administrație sesizat de Comitetul executiv cu o majoritate de două treimi din voturile exprimate valabil. Calitatea de organizație simpatizantă și cea de membru de onoare sunt dobândite prin decizia Comitetului Executiv prin majoritate absolută.  
Există trei categorii de membrii: membrii cu drepturi depline, „organizații simpatizante”, și membrii de onoare.
- Membrii cu drepturi depline pot fi coordonările naționale ale organizațiilor neguvernamentale de femei din statele membre ale Uniunii Europene, țări ale Aociației Europene de liber schimb și ale țărilor în curs de aderare la Uniunea Europenă, sau organizațiile neguvernamentale europene. Aceștia au: dreptul de a lua parte la deliberările și voturile Adunării Generale, de a prezenta candidați cu ocazia Alegerilor organelor Asociației, de a determina politicile și prioritățile Asociației, dar și îndatorirea de a se conforma acordului de adeziune.[16]
- Organizațiile simpatizante nu pot vota, nu pot prezenta sau propune candidați pentru organele Asociației, au obligația de a achita cotizația anuală, dar au dreptul de a participa la seminariile, conferințele Asociației și la reuniunile Adunării Generale, în calitate de observator.[17]
- Membrii de onoare reprezintă persoanele invitate de Comitetul Executiv să ia acest titlu, în funcție de meritele și serviciile aduse Asociației. Ei nu pot vota, nu pot propune candidați pentru organele Asociației, dar pot să participe la seminariile, conferințele organizate de Asociație și să asiste la reuniunile Adunării Generale în calitate de observator.[18]

#### DEMITEREA- EXCLUDEREA
Fiecare membru poate să se retragă din Asociație imediat, cu condiția notificării Comitetului Executiv. Demisia membrului nu-l scutește de plata datoriilor. Excluderea din Asociație se face de către Adunarea Generală, la propunerea Consiliului de Administrare și după ce a fost audiat de către Adunarea Generală dacă încalcă legea, nu se conformă dispozițiilor prezente în Statutul/ Regulamentul de Ordine Interioară al Asociației.

### ORGANELE ASOCIAȚIEI
- Adunarea Generală;
- Consiliul de Administrare;
- Comitetul Executiv;
- subcomitete, comitete ad-hoc, grupuri de muncă- consultative, fără putere de deizie; constitutie de Consiliul de Administrare pentru a urmări scopurile și obiectivele Asociației.[20]

Ei sunt asistați de către secretarul Asociației.

1. Adunarea Generală este compusă din delegați numiți de către membrii cu drepturi depline ale Asociației. În cadrul Adunării Generale fiecare coordonator național are dreptul la doi delegați și dispune de trei voturi, iar fiecare Organizație Europeană are dreptul la un delegat, și dispune de un vot. Organizațiile simpatizante și membrii de onoare pot să asiste ca observatori în Adunarea Generală. 
Adunarea Generală constituie cea mai mare autoritate a Asociației. Printre acestea se enumeră: definirea politicilor și priorităților Asociației, adoptarea bugetului, adoptarea programului de muncă, alegerea și revocarea Consiliului de Administrare, excluderea membrilor, determinarea cotizațiilor membrilor, modificarea statutului/ regulamentului, disoluția Asociației.
 
Adunarea Generală Ordinara se reunește o dată pe an, la data fixată de Comitetul Executiv și la convocarea Președintelui. Adunarea Generală Extraordinară poate fi convocată de Comitetul Executiv, de fiecare dată când interesele Asociației o cer. Convocarea are loc la diligența Președintelui.

2. Consiliul de Administrare are un număr de membrii determinat în funcție de echilibrul dintre trei coordonări naționale pentru o organizație neguvernamentală europeană. Numărul membrilor nu va putea fi niciodată mai mic de 10 sau mai mare de 45. Fiecare membru al Consiliului de Administrare dispune de un vot. Membrii Consiliului de Administrare sunt aleși de Adunarea Generală pe baza a două liste de candidați, fiind votați pro sau contra. Una este lista pentru candidați realizată de membrii cu drepturi depline a coordonărilor naționale și cea de a doua  este realizată de membri cu drepturi depline ai organizațiilor neguvernamentale europene.
 Atribuțiile Consiliului de Administrare sunt de a a aproba proiectul programului de muncă al Asociației, de a aproba subcomitetele, grupurile de muncă și comisiile ad-hoc propuse de Comitetul Executiv, de a adopta declarațiile politice, regulamentul de ordine interioară și modificările sale și se ocupă cu desemnarea președintelui și membrilor Comitetului Executiv. Mandatul membrilor Cosiliului este pe o durată de doi ani, putând fi reînnoit numai de două ori. Președintele este cel care convoacă Consiliul de Administrare de cel puțin două ori pe an, la datele propuse de Comitetul Executiv.
 3. Comitetul Executiv este compus din 7 membrii aleși: Președinte, doi vice-președinți, Trezorerie și trei alți membrii. Membrii sunt aleși din Consiliul de Administrare. Comitetul Executiv trebuie să conțină cel puțin un reprezentant al organizațiilor europene cu drepturi depline. Fiecare membru al Comitetului Executiv benegiciază de un vot.
 
Comitetul Executiv acționează pentru interesul comun al Asociației și al membrilor săi și se ocupă cu pregătirea proiectului programului de muncă anual al Asociației, al proiectului bugetului anual al Aociației, supravegherea finanțelor Asociației, relațiile externe ale Asociației, receptarea cererilor de admitere a membrilor, garanția unei gestiuni eficace a Asociației Președintele și vice-președinții desemnează/ revocă secretarul general. Membrii beneficiază de un mandat de 2 ani. Comitetul Executiv este convocat de Președinte, sau de oricare altă persoană desemnată de el. În lipsa sa, Secretariatul convoacă Comitetul Executiv până la 6 ori pe an.
 4. Trezoreria verifică și supervizează munca Secretariatului, din punct de vedere financiar și prezintă rapoarte financiare necesare Consiliului de Administrare.
5. Secretariatul reprezintă biroul administrativ al Asociației. Secretarul General asigură gestiunea jurnalistică a Asociației, își asumă responsabilitatea administrativă și operațională a Secretariatului și asistă la reuniunile Comitetului Executiv, Consiliului de Administrare și Adunării Generale.
 Bugetul și facturile sunt pregătite în fiecare an de responsabilul de finanțe al Secretariatului și de Sencretarul/a general/ă și sunt supervizate de Trezorerie.
 Limba utilizată pentru documentele oficială este franceza- legea belgiană. Limbile de muncă ale Asociației sunt franceza și engleza.

### VOT
Când există neînțelegeri, organele Asociației iau deciziile prin majoritate simplă a  voturilor exprimate, dar există și cazuri în care statutul- regulamentul Asociației prevede votul majorității calificate.
  Consiliul de Administrare poate delibera daca jumătate din membrii săi plus unu sunt prezenți sau reprezentați de supleanți lor.
 Comitetul Executiv poate să delibereze, dacă sunt prezenți jumătate plus unu din membrii săi, dar dacă nu exista consens- decizii adoptate prin majoritatea simplă.
Disoluția Asociației nu poate fi decisă decât cu o majoritate de trei sferturi din voturile valabile de către membri cu drepturi depline.